# الا دی سردی
الا دی سردی (به ایتالیایی: Alà dei Sardi) یک سکونتگاه مسکونی در ایتالیا است که در استان البیا تمپیو واقع شده‌است.

## خصوصیات
الا دی سردی ۱۸۹٫۲ کیلومترمربع مساحت و ۱٬۹۶۵ نفر جمعیت دارد و ۷۰۰ متر بالاتر از سطح دریا واقع شده‌است.